# 秦文 (明朝)
秦文（1463年—1529年），字從簡，号兰轩，后号雪峰，浙江台州府臨海縣人，明朝政治人物。

## 生平
弘治五年（1492年）壬子科浙江鄉試第一名舉人。弘治六年（1493年）聯捷癸丑科會試第一百八十名，三甲第一百五十八名進士。观政二年授南京行人司行人，三年转司副，满考归省，尋丁父憂。正德中服阕，始迁刑部广西司郎中，正德六年（1511年）二月升贵州提学副使，又兼清戎粮饷等务，逾年以吴太宜人忧归。服阕，十年六月復除陕西提学副使，在陕二年，迁河南布政使司左参政，十四年四月乞致仕。嘉靖己丑卒，年六十有七。

## 家族
曾祖秦良玉；祖父秦宗傅；父秦彥彬，字彦彬，号复斋，以子贵累赠刑部郎中；母董氏；繼母吳氏。具庆下。
侄秦鳴雷，幼年喪父，交予秦文撫養。而後秦鳴雷成為狀元。